# Limnodriloides scandinavicus
Limnodriloides scandinavicus är en ringmaskart som beskrevs av Erséus 1982. Limnodriloides scandinavicus ingår i släktet Limnodriloides och familjen glattmaskar. Arten är reproducerande i Sverige. Inga underarter finns listade i Catalogue of Life.